# 岩根清夫
岩根 清夫（いわね きよお、1893年（明治26年）11月5日 - 1962年（昭和37年）8月21日）は、大日本帝国陸軍軍人。最終階級は陸軍少将。功四級。

## 経歴
1893年（明治26年）に東京府で生まれた。陸軍士官学校第27期卒業。1940年（昭和15年）3月9日に陸軍歩兵学校附兼研究部部員に就任し、8月1日に陸軍歩兵大佐に進級した。1941年（昭和16年）9月1日に近衛歩兵第2連隊長に転じ、1942年（昭和17年）4月に留守近衛師団司令部附を経て、1943年（昭和18年）8月に陸軍歩兵学校附となった。
1945年（昭和20年）6月10日に陸軍少将に進級し、同年5月23日に編制された独立混成第116旅団（第1総軍・第12方面軍・第51軍）の旅団長に7月5日に就任。終戦時は茨城県鉾田に位置した。
1947年（昭和22年）11月28日、公職追放仮指定を受けた。